# Buxworth
Buxworth – wieś w Anglii, w hrabstwie Derbyshire, w dystrykcie High Peak. Leży 57 km na północny zachód od miasta Derby i 239 km na północny zachód od Londynu.